# 엔트르 엘 아모르 이 엘 오디오
《엔트르 엘 아모르 이 엘 오디오》(스페인어: Entre el amor y el odio)은 2002년 방영된 멕시코의 텔레노벨라이다.